# Bochalema (kommun)
Bochalema är en kommun i Colombia.   Den ligger i departementet Norte de Santander, i den norra delen av landet, 400 km norr om huvudstaden Bogotá. Antalet invånare är 6 583. Arean är 172 kvadratkilometer.
Terrängen i Bochalema är bergig åt sydväst, men åt nordost är den kuperad.